# ビシュケク
ビシュケクまたはビシケク（キルギス語・ロシア語: Бишкек 、キルギス語IPA: [biʃˈkek]、Bishkek）は、キルギスの首都。同国を構成する特別市（shaar）である。
人口98万人、キルギス北部のイリ・アララト山脈の麓に位置し、海抜は800メートルである。市の北方を流れるチュイ川はカザフスタンとの国境になっている。1991年までの旧名はフルンゼ（Frunze、ロシア語・キルギス語 Фрунзе）。ビシュケクという都市名は、キルギスの国民酒である馬乳酒 (Кумыс) を作る時の撹拌器の名前に由来する。ソ連時代には「緑の街フルンゼ」と呼ばれており、風光明媚な都市としても有名である。

## 歴史
天山山脈を通るキャラバンの停泊地としてソグド人に造営されたと考えられている。
15世紀から19世紀初めにかけて、キルギス人がこの地に進出してきた。1825年、ウズベク系のコーカンド・ハン国が土を固めた要塞を建設。
1845年からロシア帝国の侵攻が始った。1860年、ロシア軍は一時この地を占領したが、部隊撤退後、コーカンド・ハン国が奪還した。1862年、ロシア軍は再び占領し、翌年、ロシアに編入され、ピシュペク（Pishpek、ロシア語：Пишпек）と呼ばれるようになる。肥沃なチェルノーゼムのためロシア各地から農民の入植が推進される。一方、キルギス人はパミール高原やアフガニスタンに脱出する。
1878年、ピシュペクは、郡都に昇格し、市の地位を得た。
1926年、ソ連内の自治共和国・キルギス自治ソビエト社会主義共和国が誕生。ロシア革命時の赤軍司令官でピシュペク生まれのミハイル・フルンゼの死後、フルンゼ（キリル文字: Фрунзе, ラテン文字: Frunze）と改名され自治共和国の首都となる。1936年、キルギス・ソビエト社会主義共和国が発足する。
1990年代に入ると政情不安が広がり、非常事態宣言が出される。1991年2月、ビシュケクに改名される。同年8月、キルギスタン共和国（1993年5月、キルギス共和国に改称）として独立を果たす。
独立前、ビシュケクは典型的なロシアの1都市であった。フルシチョフカ（Khrushchyovka）と呼ばれるソ連式の画一的な建物が碁盤状の大通りに整然と立ち並んでいた。ビシュケクの住民の多くがロシア人であった。しかし、独立後の2002年には、ビシュケクのロシア人の割合は20%を下回るようになった。
2007年8月16日上海協力機構首脳会議を開催。

## 民族
ソ連時代はロシア人が多数を占めていたが、独立以降に急減し、2009年時点ではキルギス人が60%と大半を占めている。ロシア人は23%となっており、高麗人やウイグル人、タタール人、ドンガン人、ウクライナ人やカフカス系の民族も在住するなど多民族都市となっている。
| 民族         | 1970年(人) | (%)   | 1989年(人) | (%)    | 1999年(人) | (%)    | 2009年(人) | (%)    |
| キルギス人   | 53,000     | 12.3% | 141,841    | 22.88% | 398,000    | 52.21% | 552,957    | 60.16% |
| ロシア人     | 285,000    | 66.1% | 345,387    | 55.72% | 252,831    | 33.17% | 192,080    | 23.78% |
| ウイグル人   | 7,000      | 1.6%  | 10,977     | 1.77%  | 13,143     | 1.72%  | 13,380     | 1.60%  |
| タタール人   | 14,000     | 3.2％ | 16,984     | 2.74%  | 15,817     | 2.07%  | 12,712     | 1.52%  |
| ウクライナ人 | 27,000     | 6.2%  | 34,321     | 5.54%  | 16,125     | 2.12%  | 7,987      | 0.96%  |

## 気候
ケッペンの気候区分では地中海性気候（Csa）に属する。1年のうち晴天の日が平均で322日を数える。1月の平均気温は-2.6℃、7月の平均気温は25.9度、年平均気温は11.3度、年間総降水量は452mmである。夏季は晴天が続き、日中はかなり暑くなるが朝晩は涼しい。冬季は寒冷でしばしば積雪をもたらし大雪となることもある。過去には最高気温が42.8℃、最低気温は−34.0℃を記録している。
| ビシュケク (1991-2020)の気候 | ビシュケク (1991-2020)の気候 | ビシュケク (1991-2020)の気候 | ビシュケク (1991-2020)の気候 | ビシュケク (1991-2020)の気候 | ビシュケク (1991-2020)の気候 | ビシュケク (1991-2020)の気候 | ビシュケク (1991-2020)の気候 | ビシュケク (1991-2020)の気候 | ビシュケク (1991-2020)の気候 | ビシュケク (1991-2020)の気候 | ビシュケク (1991-2020)の気候 | ビシュケク (1991-2020)の気候 | ビシュケク (1991-2020)の気候 |
| 月                           | 1月                          | 2月                          | 3月                          | 4月                          | 5月                          | 6月                          | 7月                          | 8月                          | 9月                          | 10月                         | 11月                         | 12月                         | 年                           |
| ---------------------------- | ---------------------------- | ---------------------------- | ---------------------------- | ---------------------------- | ---------------------------- | ---------------------------- | ---------------------------- | ---------------------------- | ---------------------------- | ---------------------------- | ---------------------------- | ---------------------------- | ---------------------------- |
| 最高気温記録 °C （°F）       | 20.0 (68)                    | 25.4 (77.7)                  | 30.5 (86.9)                  | 34.7 (94.5)                  | 36.7 (98.1)                  | 40.9 (105.6)                 | 42.1 (107.8)                 | 39.7 (103.5)                 | 37.1 (98.8)                  | 34.2 (93.6)                  | 29.8 (85.6)                  | 23.3 (73.9)                  | 42.1 (107.8)                 |
| 平均最高気温 °C （°F）       | 2.9 (37.2)                   | 5.1 (41.2)                   | 12.1 (53.8)                  | 18.7 (65.7)                  | 24.1 (75.4)                  | 29.5 (85.1)                  | 32.4 (90.3)                  | 31.4 (88.5)                  | 25.6 (78.1)                  | 18.5 (65.3)                  | 10.3 (50.5)                  | 4.6 (40.3)                   | 17.93 (64.28)                |
| 日平均気温 °C （°F）         | −2.7 (27.1)                  | −0.5 (31.1)                  | 6.2 (43.2)                   | 12.8 (55)                    | 17.8 (64)                    | 22.9 (73.2)                  | 25.5 (77.9)                  | 24.2 (75.6)                  | 18.7 (65.7)                  | 11.6 (52.9)                  | 4.2 (39.6)                   | −1.1 (30)                    | 11.63 (52.94)                |
| 平均最低気温 °C （°F）       | −7.1 (19.2)                  | −4.9 (23.2)                  | 1.0 (33.8)                   | 6.9 (44.4)                   | 11.2 (52.2)                  | 16.1 (61)                    | 18.4 (65.1)                  | 16.9 (62.4)                  | 11.7 (53.1)                  | 5.6 (42.1)                   | −0.5 (31.1)                  | −5.2 (22.6)                  | 5.84 (42.52)                 |
| 最低気温記録 °C （°F）       | −31.9 (−25.4)                | −34.0 (−29.2)                | −21.8 (−7.2)                 | −12.3 (9.9)                  | −4.0 (24.8)                  | 3.9 (39)                     | 7.4 (45.3)                   | 5.1 (41.2)                   | −2.8 (27)                    | −11.2 (11.8)                 | −32.2 (−26)                  | −29.1 (−20.4)                | −34.0 (−29.2)                |
| 降水量 mm （inch）           | 28 (1.1)                     | 37 (1.46)                    | 51 (2.01)                    | 75 (2.95)                    | 60 (2.36)                    | 34 (1.34)                    | 19 (0.75)                    | 15 (0.59)                    | 19 (0.75)                    | 37 (1.46)                    | 44 (1.73)                    | 37 (1.46)                    | 456 (17.96)                  |
| 降雪量 cm （inch）           | 5 (2)                        | 3 (1.2)                      | 1 (0.4)                      | 0 (0)                        | 0 (0)                        | 0 (0)                        | 0 (0)                        | 0 (0)                        | 0 (0)                        | 0 (0)                        | 1 (0.4)                      | 3 (1.2)                      | 13 (5.2)                     |
| 平均降雨日数                 | 3                            | 5                            | 9                            | 12                           | 13                           | 10                           | 10                           | 6                            | 6                            | 8                            | 7                            | 4                            | 93                           |
| 平均降雪日数                 | 9                            | 9                            | 5                            | 2                            | 0.3                          | 0                            | 0                            | 0                            | 0                            | 1                            | 4                            | 7                            | 37.3                         |
| % 湿度                       | 75                           | 75                           | 71                           | 63                           | 60                           | 50                           | 46                           | 45                           | 48                           | 62                           | 70                           | 75                           | 61.7                         |
| 平均月間日照時間             | 137                          | 128                          | 153                          | 194                          | 261                          | 306                          | 332                          | 317                          | 264                          | 196                          | 144                          | 114                          | 2,546                        |
| 出典1：Погода и климат       |                              |                              |                              |                              |                              |                              |                              |                              |                              |                              |                              |                              |                              |
| 出典2：NOAA (sun only)       |                              |                              |                              |                              |                              |                              |                              |                              |                              |                              |                              |                              |                              |

## 観光地

### ビシュケク市内
- キルギス国立歴史博物館

- ミハイル・フルンゼ博物館

- キルギス国立美術館

- 国立オペラ・バレエ劇場

- オシュ・バザール（英語版）

- ドルドイ・バザール（英語版）

- アラ・トー広場

### ビシュケク市郊外
- アラ・アルチャ国立自然公園

## 交通

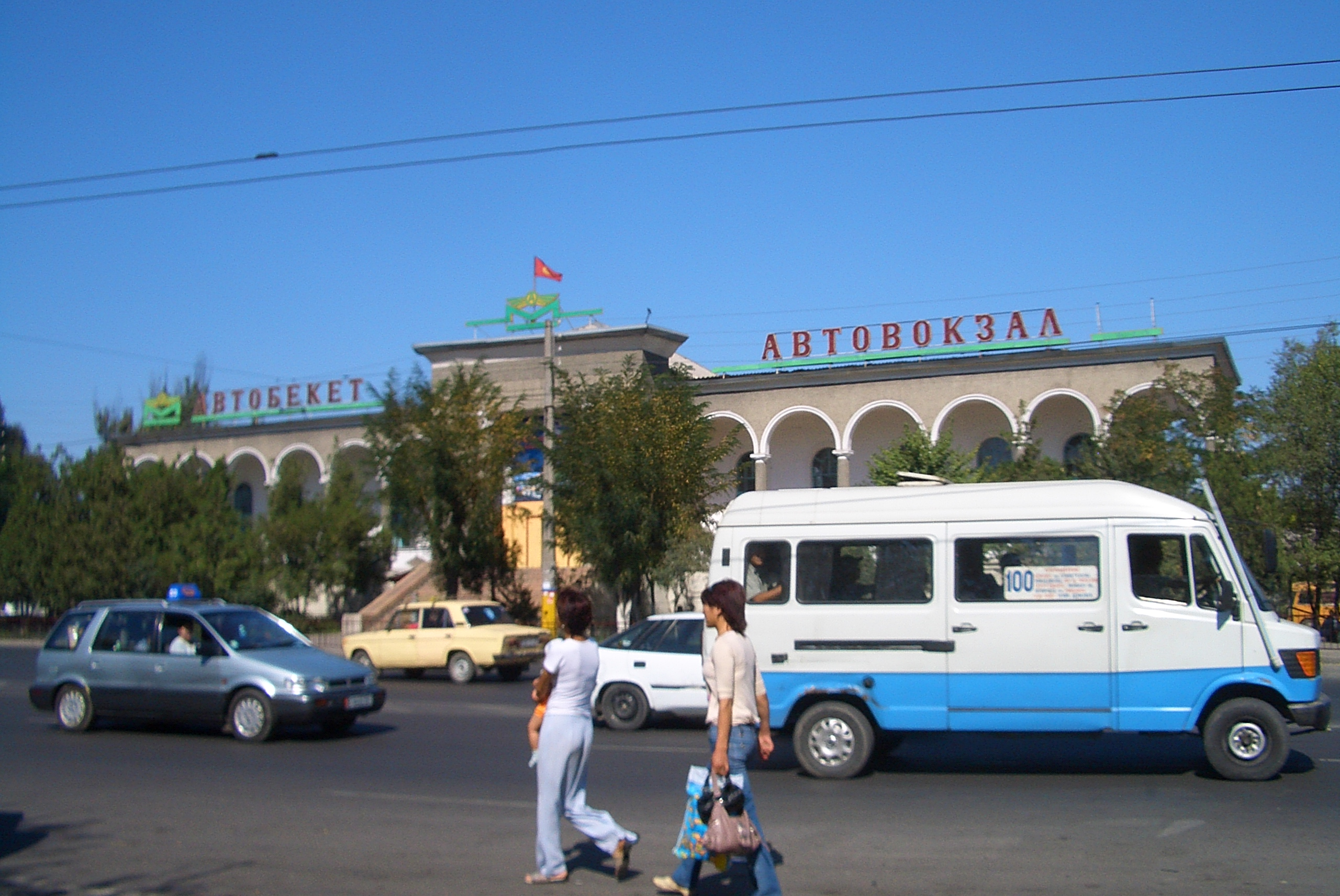
東バスターミナル

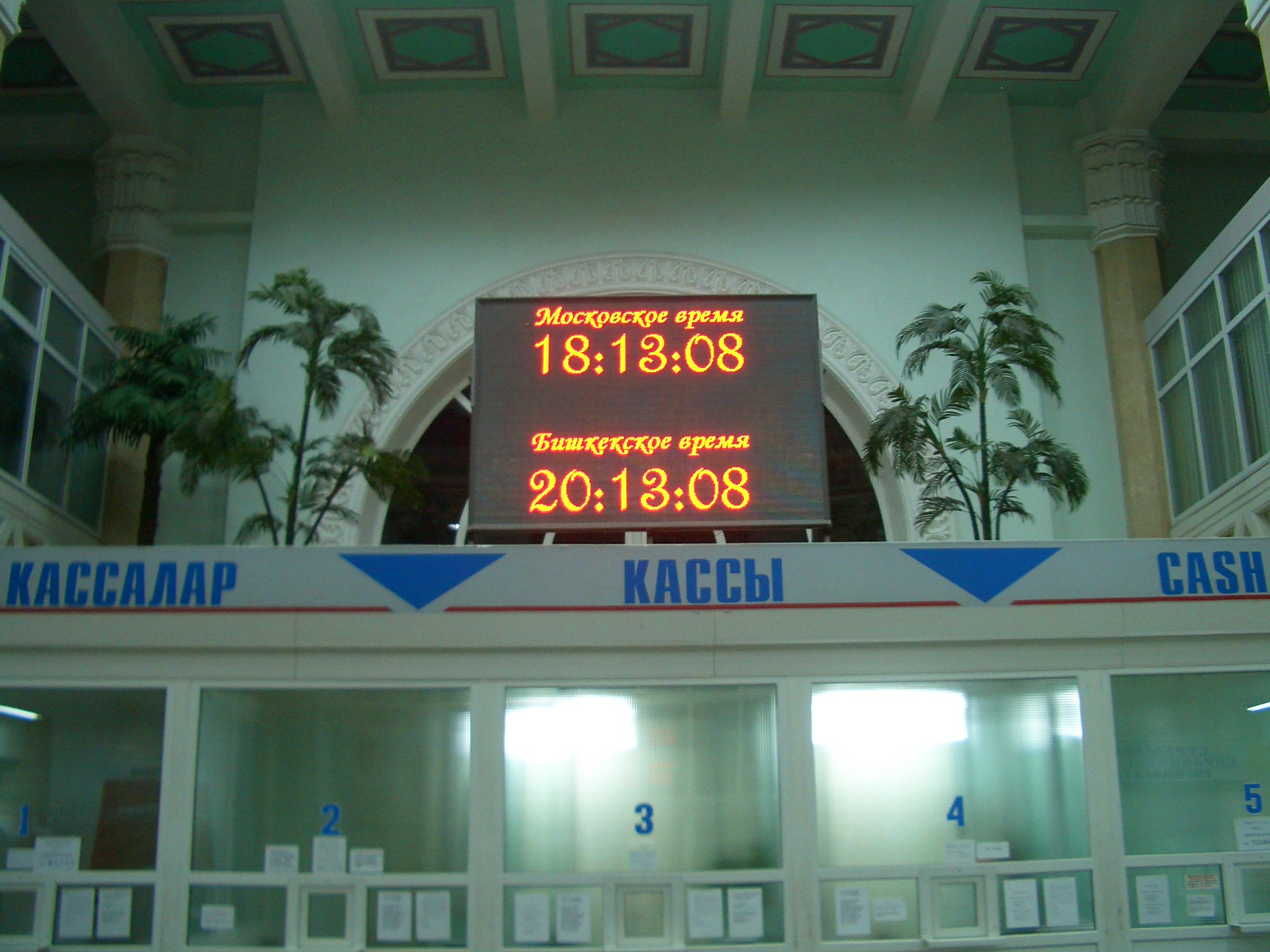
ビシュケク2駅の電光掲示板

市内交通は、路線バス、トロリーバス、マルシュルートカ（乗合小型バス）、タクシーが中心。
- マナス国際空港が市の北西25キロメートルにある。2002年にマナス米空軍基地が設置され、米軍がアフガニスタンやイラクでの作戦遂行のため駐留している。ビシュケクの東方20キロメートルにはロシアのカント空軍基地もある。こちらはパイロット養成が主目的で、エジプトの元大統領ホスニー・ムバーラクもここの卒業生である。

- 鉄道：ビシュケク2駅には1日に数本の運行しかない。国内線はバルイクチまで運行。モスクワとの便は所要時間が3日間。トルキスタン・シベリア鉄道がアルマトイ経由でノヴォクズネツクやノヴォシビルスクへ向かう。またアスタナ経由でエカテリンブルク行きもある。

- 長距離バス：市内には2つのバスターミナルがあるが、国際線バスは「西バス・ステーション」から発着。カザフスタンのアルマトイや新疆ウイグル自治区のカシュガルへの便がある。
- マルシュルートカ（都市間）：東バスターミナルから、イシククル方面、ナリン方面のマルシュルートカ、タクシーが発着している。

- トロリーバス（ビシュケク・トロリーバス） - ビシュケク市内に11系統の路線を有する[4]。

- 自動車：アルマトイ（カザフスタン）まで3.5時間。

## 高等教育機関
ビシュケク市内には、国立大学や私立大学がいくつも点在している。

### 国立大学
- キルギス国立総合大学（旧称：キルギス国立民族大学）

- キルギス国立大学（旧称：キルギス国立教育大学）

- ビシュケク人文大学（ビシケク人文大学）

- キルギス国際大学
- キルギス経済大学
- 国立体育アカデミー
- 国立医療アカデミー

### 私立大学
- キルギス・ロシアスラブ大学

- キルギス・トルコマナス大学

- 中央アジア・アメリカ大学

## 対外関係

### 姉妹都市･提携都市
姉妹都市
- イズミル（トルコ共和国 エーゲ海地方 イズミル県）- 1991
- 大邱市（大韓民国 広域市）- 1991
- 亀尾市（大韓民国 慶尚北道）- 1991
- アンカラ（トルコ共和国 中央アナトリア地方 アンカラ県）- 1992
- コロラドスプリングス（アメリカ合衆国 コロラド州）- 1994
- テヘラン（イラン・イスラム共和国 テヘラン州）- 1994
- アルマトイ（カザフスタン共和国 アルマトイ地区）- 1997
- ケムニッツ（ドイツ連邦共和国 ザクセン州）- 1997
- ガズヴィーン（イラン・イスラム共和国 ガズヴィーン州）- 2003
- メリデン（アメリカ合衆国 コネチカット州）- 2005
- ミンスク（ベラルーシ共和国）- 2008
- アスタナ（カザフスタン共和国 アスタナ地区）- 2011
- ドーハ（カタール国 ドーハ市）- 2014
- 連雲港市（中華人民共和国 江蘇省) - 2015
- 武漢市（中華人民共和国 湖北省）- 2016

提携都市
- ウルムチ市（中華人民共和国 新疆ウイグル自治区）- 1992
- ミアス（ロシア連邦 チェリャビンスク州）- 1993
- ブハラ（ウズベキスタン共和国 ブハラ州）- 1993
- 北京市（中華人民共和国 直轄市）- 1995
- タシュケント（ウズベキスタン共和国 タシュケント特別市）- 1996
- エカテリンブルク（ロシア連邦 スヴェルドロフスク州）- 1996
- モスクワ（ロシア連邦 モスクワ連邦市）- 1997
- カザン（ロシア連邦 タタールスタン共和国）- 1998
- 銀川市（中華人民共和国 寧夏回族自治区）- 2000
- 広州市（中華人民共和国 広東省）- 2005